# St. Hubertus (Erkensruhr)

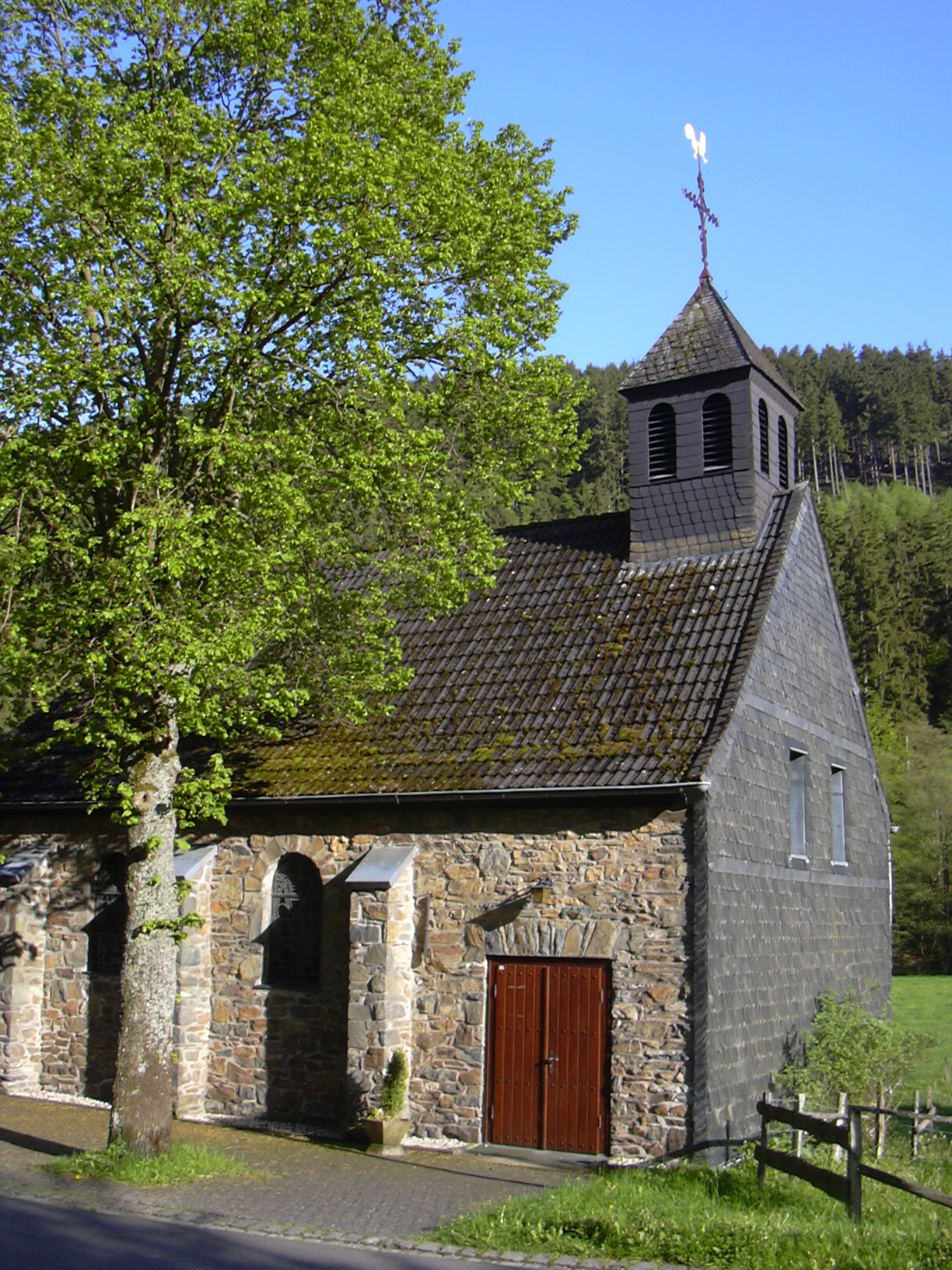
Filialkirche St. Hubertus

St. Hubertus ist die römisch-katholische Filialkirche von Erkensruhr, Gemeinde Simmerath, in der Städteregion Aachen in Nordrhein-Westfalen.
Die Kirche ist dem hl. Hubertus von Lüttich geweiht und gehört zur Pfarre Einruhr.

## Lage
Das Kirchengebäude befindet sich im westlichen Teil des Straßendorfes Erkensruhr. Das Bauwerk ist von Wiesen umgeben und im Süden fließt die Erkensruhr an Kirche und Ort vorbei.

## Geschichte
Da es in Erkensruhr kein eigenes Gotteshaus gab, mussten die Bewohner des Ortes zum Messbesuch immer nach Dedenborn gehen. Nach dem Zweiten Weltkrieg bemühten sich die Bewohner um den Bau einer eigenen Kirche. So entstand im Jahr 1948 die heutige Filialkirche. Diese konnte am 9. Oktober 1949 benediziert werden. Zu dieser Zeit gehörte der Ort noch zur Pfarre Dedenborn. Da Einruhr jedoch besser zu erreichen ist, wurde Erkensruhr zum 1. Oktober 1956 nach Einruhr umgepfarrt.

## Baubeschreibung
St. Hubertus ist eine einfache Saalkirche aus Bruchstein in vier Achsen. Im Osten befindet sich der dreiseitig geschlossene Chor und dahinter die Sakristei. Über dem Westgiebel erhebt sich ein quadratischer Dachreiter mit Zeltdach. Das Äußere wird durch je drei Strebepfeiler an der Nord- und Südwand gegliedert. Die Fenster sind alle rundbogig.

## Ausstattung
Der Altar im Chor wurde von Bildhauer Hans Gerhard Biermann 1959 aus Stein geschaffen. Die Buntglasfenster sind Werke des Glasmalers Johannes Beeck. Dargestellt wird neben der Verlobung von Maria und Josef die Lebensgeschichte des hl. Hubertus.